# Maccastorna
Maccastorna är en stad och kommun i provinsen Lodi i regionen Lombardiet i norra Italien. Kommunen hade 66 invånare (2018) opch gränsar till kommunerna Crotta d'Adda, Meleti, Castelnuovo Bocca d'Adda.
Maccastorna är den minsta kommunen i Lombardiet och en av de minsta i norra Italien.

## Fotografier

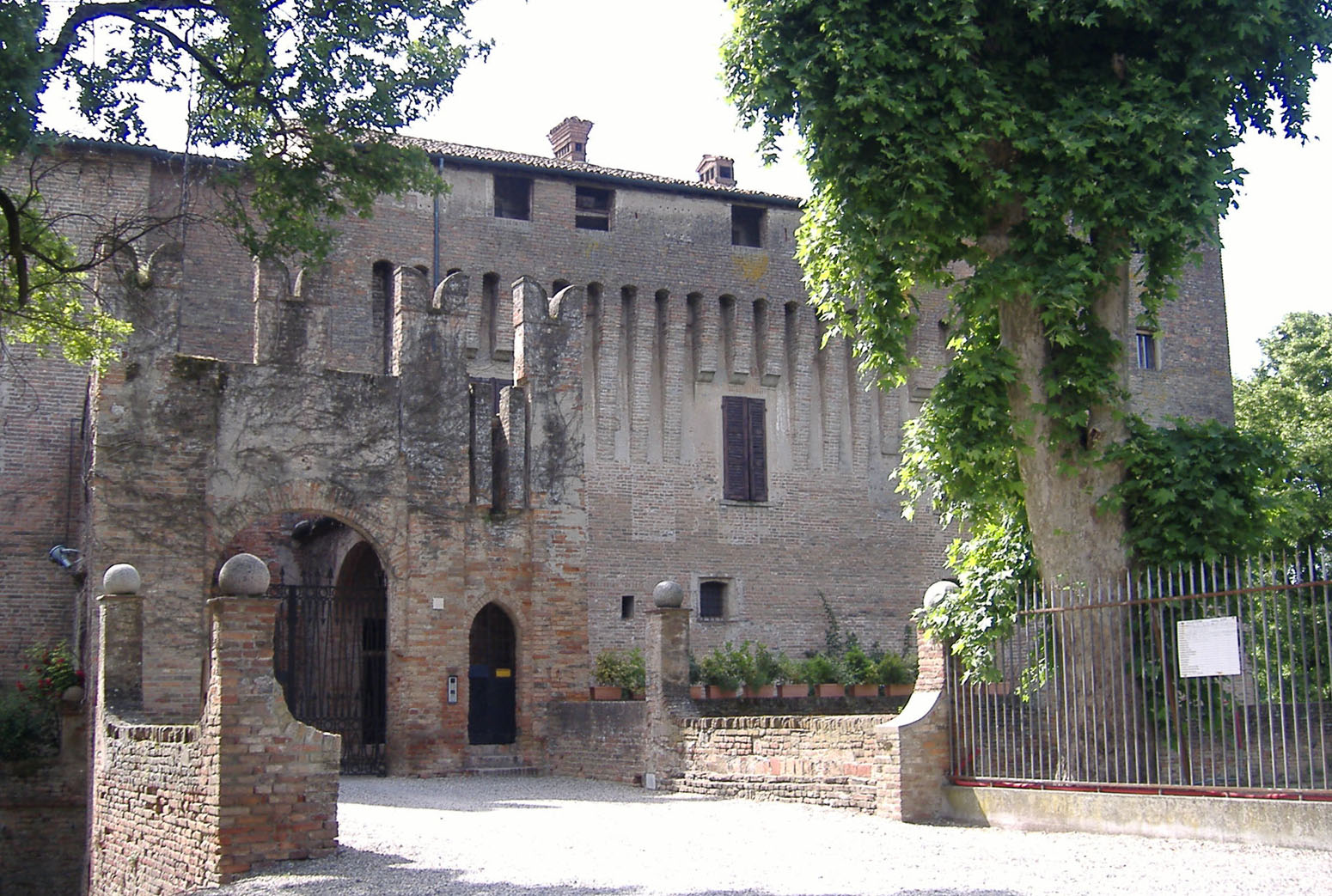
Slottet.